# August Rixen
August Rixen (* 1897 in Rheydt; † 1984 in Düsseldorf) war ein deutscher Figuren-, Landschafts- und Tiermaler der Düsseldorfer Schule.

## Leben
Rixen studierte nach einer Ausbildung als Glasmaler ab 1921 an der Kunstakademie Düsseldorf Malerei. Dort waren Willy Spatz und Carl Ederer, dessen Meisterschüler er wurde, seine Lehrer. Ab 1926 war er freischaffend als Kunstmaler in Düsseldorf tätig. Er gestaltete auch Glasfenster. 1937 sowie 1941 bis 1944 war Rixen auf der Großen Deutschen Kunstausstellung im Haus der Kunst in München mit insgesamt 9 Gemälden vertreten. Darin zeigte er unter anderem Ansichten eroberter Gebiete. Diese Bilder trugen Titel wie „Vormarsch in Holland“ (1941), „Im Seinetal“ (1942) und „Normannischer Sonntag“ (1943). 1949 gehörte er in Düsseldorf zu den Gründern der Künstlergruppe 1949.